# Благочестивая Марта (пьеса)
«Благочестивая Марта» (исп. Marta la piadosa) — комедия в трёх действиях Тирсо де Молины, написанная в 1615 году. Впервые напечатана в 1636 году в пятом томе избранных комедий Тирсо де Молины.
В России первый перевод пьесы был сделан в 1870-х годах театральным деятелем Сергеем Юрьевым. Позже комедию переводили Татьяна Щепкина-Куперник, Михаил Донской и другие.
В конце XIX — начале XX века постановку «Благочестивой Марты» осуществили несколько российских театров. В 1980 году одноимённый фильм был поставлен режиссёром Яном Фридом на студии «Ленфильм».

## Действующие лица
- Дон Гомес — хозяин большого дома в Мадриде, отец Марты и Лусии
- Донья Марта — дочь Гомеса и возлюбленная дона Фелипе; весёлая, озорная, темпераментная девушка
- Донья Лусия — дочь Гомеса и сестра Марты; стремится ей подражать, но все попытки оказываются неудачными
- Дон Фелипе — возлюбленный Марты; в начале пьесы вынужден скрываться, так как во время драки на шпагах убил сына дона Гомеса
- Пастрана — слуга и наперсник Фелипе
- Капитан Урбина — старый товарищ дона Гомеса, его ровесник; разбогатев в Индии, вернулся в Испанию с намерением жениться на Марте
- Поручик — племянник капитана Урбины, отважный молодой человек; влюблён в Лусию
- Донья Инес — кузина Марты и Лусии
- Дон Хуан, дон Дьего, Лопес

## Сюжет

### Действие первое
В мадридском доме дона Гомеса траур: во время драки на шпагах погиб сын хозяина. Виновник смерти молодого человека — дон Фелипе, в которого одновременно влюблены донья Марта и донья Лусия. Облачённые в траурные платья сёстры не только плачут из-за безвременной кончины брата, но и переживают по поводу грядущей судьбы его убийцы.
В это время отец девушек, дон Гомес, вскрывает конверт с полученным письмом: выясняется, что его давний товарищ, капитан Урбина, за годы пребывания в Индии нажил состояние в сто тысяч песо. Теперь капитан готов предложить эти деньги Марте, если она согласится стать его женой. Напомнив, что скоро в его родном Ильескасе состоится праздник, Урбина приглашает всю семью старого друга в гости.
Дон Гомес решает до поры до времени ничего не говорить дочерям о сватовстве Урбины: он просто сообщает им, что привык чтить законы дружбы, а потому, несмотря на траур, Марта и Лусия должны собираться в путь.
Далее действие переносится в Ильескас — здесь прячущийся от сыска Фелипе ведёт разговор с наперсником Пастраной. Молодые люди, устав от странствий и передвижений из одного питейного заведения в другое, решают посетить праздник и корриду. Для Фелипе фиеста — это ещё и возможность немного остудить любовный пыл: находясь вдали от Марты, он чувствует себя «львом, прикованным к цепи». Во время корриды Фелипе спасает выбитого из седла всадника; им оказывается Поручик.
От Поручика, который приходится Урбине племянником, Фелипе узнаёт, что старый капитан хочет жениться на Марте. Горячий молодой человек обещает, что свадебный пир, если он состоится, будет испорчен, и направляется вместе с Пастраной в дом Урбины, где в это время дон Гомес тщетно уговаривает свою дочь выйти замуж за капитана. Изображая благочестивость, Марта объясняет, что её брак с Урбиной невозможен: шесть лет назад она дала обет целомудрия, а потому должна оставаться непорочной.

### Действие второе
Разговоры о последних событиях продолжаются в мадридском доме дона Гомеса: хозяин и капитан Урбина удивляются благочестивости, внезапно проснувшейся в Марте. Отец девушки недоумевает: ещё недавно его дочь наряжалась в шелка и бархат; теперь же, подобно монашке, носит простые холщовые рубашки и юбки. Надеясь, что эта причуда продлится недолго, Гомес решает не спорить с Мартой и во всём ей поддакивать.
Тем временем Марта, вернувшись со свидания с возлюбленным, приступает к осуществлению хитрого плана. В дом входит переодетый бедным студентом Фелипе, и девушка обращается к отцу с просьбой оставить «больного несчастного» юношу в качестве учителя латинского языка. Дон Гомес соглашается; уроки, которые «студент» даёт Марте, в основном сводятся к пылким объятиям и взаимным признаниям.

### Действие третье
Лусия разгадывает тайну пребывания «учителя латыни» в их доме и обещает обо всём рассказать отцу. Теперь дон Фелипе вынужден играть другую роль: он уверяет сестру Марты, что всё происходящее — мистификация, а на самом деле его сердце давно отдано Лусии. Марта с готовностью включается в игру. Она для видимости смиряется с предстоящей свадьбой сестры и Фелипе, но одновременно «переживает», что на пути к их счастью стоит Поручик, безнадёжно влюблённый в Лусию. Марта просит сестру ради видимости ответить взаимностью племяннику Урбины; та, ничего не поняв, обещает «разыграть любовный пыл».
Когда дон Гомес узнаёт от дальнего родственника, что его дочь всё это время водила отца за нос, он впадает в гнев. Однако Урбина просит товарища сохранять благородство и даже дарит «пленительной плутовке» восемь тысяч песо на приданое. Вспыльчивый, но отходчивый дон Гомес сдаётся и соглашается сыграть свадьбу Марты и Фелипе; Лусия в ответ решает выйти замуж за Поручика.

## Художественные особенности
По мнению исследователей, в «Благочестивой Марте», как и в других произведениях Тирсо де Молины, чувствуется сильное влияние Лопе де Веги; пьеса от первой до последней сцены насыщена его традиционными «мотивами и реминисценциями». Но в этой комедии Тирсо де Молина тщательней, чем его учитель, работал над прорисовкой внутреннего мира персонажей, создавая психологические мотивировки для каждого эпизода. В интригу включены сразу несколько действующих лиц; победить сможет тот, кто разгадает планы соперников и сработает на опережение.
Мадридский дом дона Гомеса превращается в пьесе в театральные подмостки: здесь каждый из героев играет собственную роль, помогающую закамуфлировать личные намерения и спрятать свои настоящие интересы:
Маску носят почти все: сама Марта, притворяющаяся святошей; дон Фелипе, разыгрывающий роль больного студента; его наперсник и слуга Пастрана, выдающий себя за посланца севильских властей; Лусия, носящая траур по убитому брату, но опечаленная лишь бегством убийцы, и т. д.
Победительницей оказывается Марта: она не только органично существует в формате «показного благочестия», но и, подобно шахматисту, «рассчитывает свои действия на много ходов вперёд». Выбрав для себя наиболее выигрышную маску, девушка выступает и как талантливая актриса, и как режиссёр придуманного ею спектакля: при необходимости она сама направляет действие в нужное русло. Интрига, которую сплела Марта, — её единственный шанс избежать брака с богатым капитаном Урбиной; изображая перед отцом и его другом скромную монашку, девушка отстаивает право на собственный выбор. Искренность стремлений героини не подлежит сомнению: в её действиях нет корысти. Имитируемое Мартой благочестие сродни тому обману, на который решилась Джульетта в момент «мнимой смерти».

## Сценическая судьба
На рубеже XIX—XX веков сразу несколько российских театров обратились к пьесе Тирсо де Молины. В 1899 году свою сценическую версию «Благочестивой Марты» предложила зрителям труппа Михайловского театра. В качестве литературной основы был взят прозаический перевод М. В. Ватсон (тогда как сама пьеса написана в стихах). Актёры дали пять спектаклей, после чего комедия испанского драматурга была исключена из репертуара.

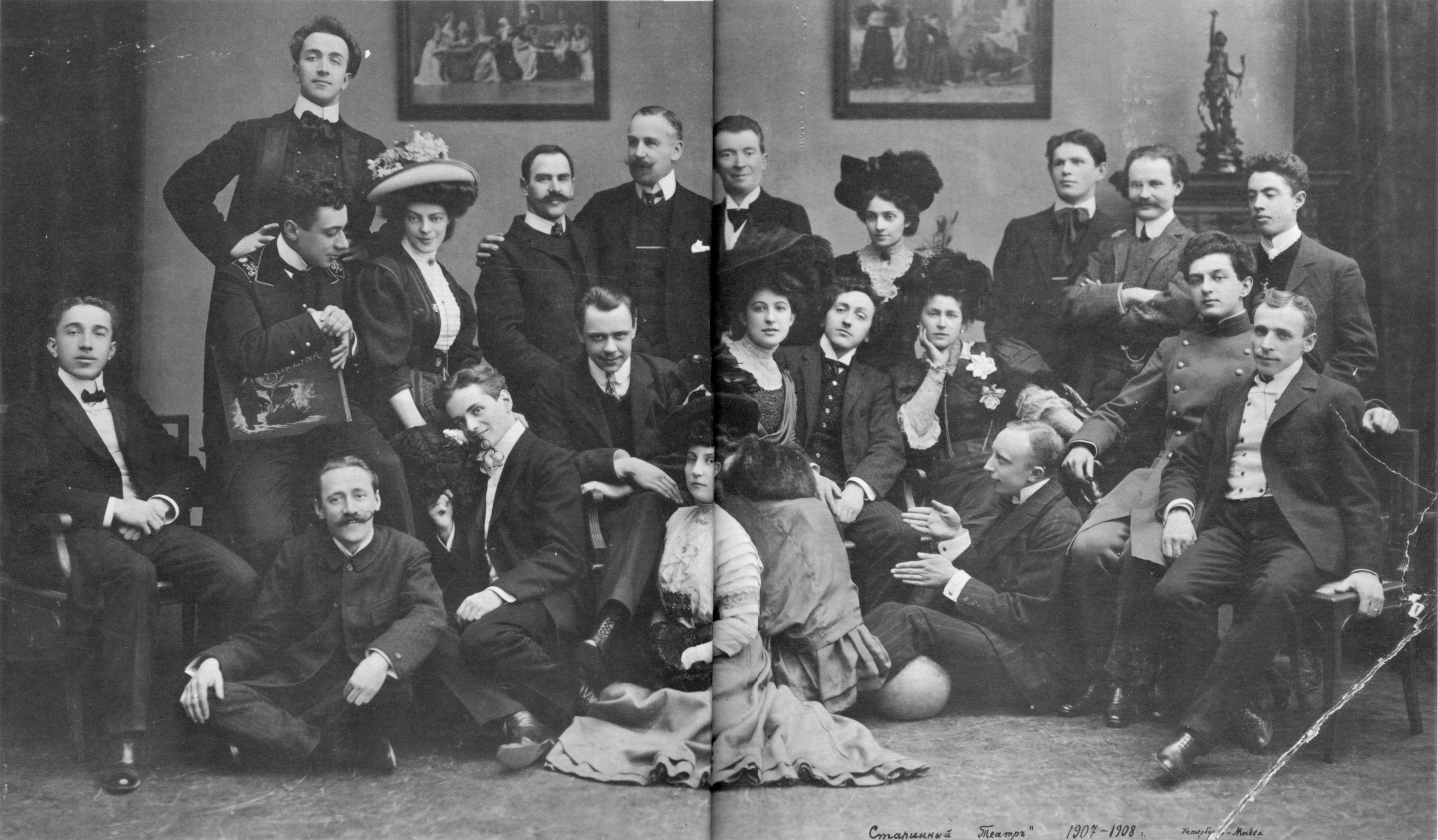
Труппа Старинного театра. 1907

Тот же перевод (дающий, по оценкам исследователей, весьма отдалённое представление о художественных достоинствах комедии) использовался при постановке спектакля на сцене Малого театра в 1901 году.
Через десять лет «испанский вечер» устроил на сцене Старинного театра режиссёр Константин Миклашевский: спектакль «Благочестивая Марта» (перевод Татьяны Щепкиной-Куперник) был показан вместе с прологом пьесы Лопе де Веги «Великий князь московский и гонимый император».
Театр задался целью показать пьесу так, как это сделали бы бродячие испанские актёры XVII века. Был воспроизведён двор «венты», забор, под навесом — столики, за ними — посетители таверны, подальше — музыканты; таким образом было показано не только представление, но и смотрящая его публика. Три действия «Благочестивой Марты» шли без перерыва.